# Falling in Love (Is Hard on the Knees)
Falling in Love (Is Hard on the Knees) è una canzone del gruppo hard rock americano Aerosmith. Venne scritta dal frontman della band Steven Tyler, il chitarrista Joe Perry e il collaboratore Glen Ballard.
La canzone fu pubblicata con successo come primo singolo dell'album Nine Lives nel 1997.

## Video musicale
Il videoclip del brano è stato diretto da Michael Bay e si contraddistingue per il suo scenario surreale, descritto come "un incrocio tra L'esercito delle 12 scimmie e Brazil", che rappresenta una parodia del modo di fare video tipico del movimento grunge. Nel video compare anche la modella e attrice Angie Everhart.
È stato votato come "miglior video rock" agli MTV Video Music Awards 1998.